# Хантингтон, Лоуренс
Лоуренс Хантингтон (англ. Lawrence Huntington) (9 марта 1900 — 29 ноября 1968) — британский кинорежиссёр, сценарист и продюсер 1930—1960-х годов.
За свою режиссёрскую карьеру, охватившую период с 1939 по 1967 год, Хантингтон поставил более 40 фильмов, среди которых «Разыскивается за убийство» (1946), «Ночной катер в Дублин» (1946), «Опрокинутый сосуд» (1947), «Когда ломается ветка» (1947), «Мистер Перрин и мистер Трейлл» (1948), «В бегах» (1949) и «Дело о похищении» (1951). Он также написал около 30 сценариев, в частности, для фильма «Беладонна» (1953) и выступил продюсером ещё девяти фильмов, включая «Сундук» (1961).

## Ранние годы жизни и начало карьеры в 1930-е годы
Лоуренс Хантингтон родился 9 марта 1900 года в Лондоне, Великобритания. Как пишет историк кино Джо Боттинг, свою режиссёрскую карьеру Хантингтон начал в тот момент, когда звуковое кино вытесняло немое. Его первым опытом стал немой фильм, который он сам спродюсировал, снял и смонтировал в течение четырех лет. В 1930 году студия Metro-Goldwyn-Mayer приобрела этот фильм для проката, дав ему несколько ироничное название «Спустя много лет» (1930). После продажи фильма MGM заключила в Хантингтоном режиссёрский контракт, но прошло ещё четыре года, прежде чем он снял свой следующий фильм.
В период с 1934 по 1938 год Хантингтон стабильно работал, создавая малобюджетные, довольно посредственные комедии и драмы. Всего в эти годы Хантингтон работал в качестве режиссёра (иногда совмещая эту должность с работой сценариста и продюсера) на двенадцати фильмах категории В, которые охватили весь жанровый спектр десятилетия — криминальные триллеры, мюзикл, мелодраму, фарс. Особенно продуктивным для него был 1936 год, когда он выпустил пять фильмов. В частности, он был автором сценария, продюсером и режиссёром триллера «Полный вперёд» (1936), который «представляет собой захватывающую историю о теневых делах на борту парохода и является типичным примером его творчества того времени».

## Карьера в 1940-е годы
Как пишет Боттинг, именно в 1940-е годы карьера Хантингтона по-настоящему расцвела. В 1941 году он снял криминальный фильм «Этот человек опасен» (1941), в котором Джеймс Мейсон сыграл детектива Мика Кардби, героя серии популярных романов британского автора Дэвида Хьюма, который расследует дело о похищении и вымогательстве. Фильм получил отличные отзывы и стал поворотным моментом в карьере Хантингтона, что привело к контракту с Associated British Picture Corporation (ABPC). Его первым фильмом для ABPC стал триллер «Башня ужаса» (1941), шпионская история с Уилфридом Лоусоном в роли полусумасшедшего смотрителя маяка в Германии, Майклом Ренни в роли его ассистента, который одновременно является британским агентом, и Мовитой Кастанедой в роли сбежавшей из концлагеря заключённой, которую он пытается спасти.
В 1942 году для ABPC Хантингтон поставил по собственному сценарию криминальный триллер об охоте полиции и мафии на похитителя денег из американского банка «Подозреваемый» (1942), в котором в частности, снялись Клиффорд Эванс, Патриция Рок и Дэвид Феррар. Год спустя Хантингтон поставил по собственному сценарию две шпионские комедии — «Женщины — не ангелы» (1943) о ловле простыми семьями нацистских сторонников в Британии и «Предупредите этого человека» (1943) о попытке похищения Черчилля нацистскими агентами. Как заметил Боттинг, «шпионы часто фигурировали в его военных и послевоенных фильмах» — от «Женщины — не ангелы» (1942) до «Ночного катера в Дублин» (1946).
Историки кино Макфарлейн и Чибнолл считают, что в середине 1940-х годов у Хантингтона наступил «период создания первоклассных мелодрам», начавшийся со шпионского триллера ABPC «Ночной катер в Дублин» (1946) с участием Роберта Ньютона, в котором спецслужбы союзников пытаются перехватить у нацистов шведского физика-ядерщика. В этом фильме он выступил как режиссёр и как сценарист. В том же году Хантингтон поставил криминальную драму «Разыскивается за убийство» (1946) c участием Эрика Портмана в роли психически ненормального убийцы, скрывающегося под маской респектабельного джентльмена.
В 1947 году в карьере Хантингтона произошла смена студии и, как полагает Боттинг, «изменение подхода». На студии Gainsborough Pictures Хантингтон выступил режиссёром скандальной социальной драмы о двоежёнстве и усыновлении «Когда ломается ветка» (1947), в которой молодая мать (Патриция Рок) отдаёт своего ребёнка в приёмную семью. В том же году вышла криминальная драма «Опрокинутый сосуд» (1947) с Джеймсом Мейсоном в роли талантливого нейрохирурга, который хладнокровно убивает женщину, заподозрив, что она стала причиной смерти его возлюбленной. Самым лучшим фильмом Хантингтона этого периода Чибнолл и Боттинг считают школьную драму «Мистер Перрин и мистер Трейл» (1948), в которой «психологическая проницательность сочеталась с захватывающим столкновением характеров». Как пишет Боттинг, этот фильм был снят студией Two Cities и примечателен прекрасной игрой Мариуса Горинга в роли школьного учителя, который обнаруживает, что его популярность затмевает новый коллега. В 1949 году для ABPC Хантингтон поставил по собственному сценарию криминальную драму «В бегах» (1949), в которой армейский дезертир (Дерек Фарр) оказывается подозреваемым в попытке ограбления и убийстве полицейского, но с помощью армейской вдовы (Джоан Хопкинс) разоблачает истинных преступников.

## Карьера в 1950—1960-е годы
Карьера Хантингтона в 1950-е годы началась с нескольких сильных картин. В 1951 году он поставил детективный фильм по роману-бестселлеру Жозефины Тэй «Дело о похищении» (1951), в котором адвокат в провинциальном городке (Майкл Денисон) вынужден защищать свою клиентку (Дульси Грэй) от обвинений девушки-подростка в том, что та её насильственно удерживала в своём доме и принуждала работать. Вскоре последовал комедийный триллер «Жила-была молодая леди» (1953), вновь с участием Денисона и Грей, в котором секретарша разрушает планы грабителей.
В 1953 году, когда кинокарьера Хантингтона «практически сошла на нет», он перешёл на телевидение, где, в частности, ставил эпизоды сериалов «Дуглас Фэрбэнкс-мл. представляет» (1953—1956, 18 эпизодов), «Театр Эррола Флинна» (1956—1957, 13 эпизодов), «Приключения сэра Ланселота» (1957, 6 эпизодов) и «Отдел стратегических служб» (1957—1958, 8 эпизодов).
В этот период он также поставил по собственному сценарию криминальный фильм Eastman Color «Испанская контрабанда» (1955), в котором, в частности, сыграли Денисон и Анук Эме. В дальнейшем Хантингтон в основном делал короткометражные фильмы, и снимал по заказу студии Douglas Fairbanks Productions материал для включения в состав других фильмов. Он также поставил для ABPC пару «ничем не примечательных фильмов категории B», в частности, криминальную мелодраму «Смертельная запись» (1959) и триллер «Меховой воротник» (1962), в которых главные роли исполнили «постоянные звёзды фильмов категории B Ли Паттерсон и Джон Бентли» соответственно.
Работы Хантингтона 1960-х годов, как полагает Боттинг, «были ничем не примечательны». В 1963 году Хантингтон в качестве сценариста и режиссёра «предпринял неудачную попытку вернуться к фильмам категории А» с приключенческим триллером «Барабаны смерти вдоль реки» (1963), «безнадежно устаревшим ремейком» фильма «Сандерс с реки» (1935), в котором снялись, в частности, Ричард Тодд и Марианна Кох. Четыре года спустя последовал «низкопробный научно-фантастический фильм ужасов „Стервятник“» (1966) совместного производства Великобритании, США и Канады с такими голливудскими звёздами прошлого, как Роберт Хаттон, Аким Тамирофф и Бродерик Кроуфорд. Фильм рассказывал о моряке XVIII века, который превращался в гигантскую хищную птицу с человеческой головой, чтобы отомстить потомкам человека, который закопал его заживо.

## Оценка творчества
Лоуренс Хантингтон был сценаристом, продюсером и режиссёром мелодрам и триллеров категории В с середины 1930-х до середины 1950-х годов, а в 1960-е годы работал также на телевидении. Как написали Макфарлейн и Чибнолл, в 1940-е годы Хантингтон ярко проявил свой «впечатляющий мелодраматический талант, который позднее не смог перенести на скромные бюджеты и изнурительные графики работы».
В пресс-релизе 1950 года кинокомпания Associated British Pictures (ABPC) назвала Хантингтона «добротным исполнительным режиссёром», уточнив, что такие режиссёры, как он, обеспечили «выживание британской киноиндустрии в условиях кризиса», поскольку он умел «сочетать качество с экономичностью». Как написал историк кино Джо Боттинг, Хантингтон относится к числу «нескольких британских режиссёров, которых сегодня почти забыли, но которые сыграли важную роль в британской киноиндустрии в середине XX века. Возможно, он был в большей степени сценаристом, чем режиссёром. Некоторые критики хвалили его за умение работать с актёрами, хотя Мюриэль Павлоу, звезда его фильма „Ночной катер в Дублин“, вспоминала, что он не был особенно внимателен к эмоциональной стороне её сцен». Знавшие его люди описывают Хантингтона «как остроумного и всеми любимого человека, который брался за любую режиссёрскую работу и прилично зарабатывал», «оставив после себя несколько прекрасных образцов послевоенной британской социальной драмы».

## Смерть
Лоуренс Хантингтон умер 29 ноября 1968 года в Лондоне, Великобритания.

## Фильмография
| Год       | Название                         | Оригинальное название              | Фильм / телесериал     | В каком качестве участвовал                  |
| --------- | -------------------------------- | ---------------------------------- | ---------------------- | -------------------------------------------- |
| 1930      | После многих лет                 | After Many Years                   | Фильм                  | Режиссёр, сценарист                          |
| 1934      | Романтика в ритме                | Romance in Rhythm                  | Фильм                  | Режиссёр, сценарист. продюсер                |
| 1935      | Лейтенант Даринг Р. Н.           | Lieut. Daring R.N.                 | Фильм                  | Продюсер                                     |
| 1936      | Странный груз                    | Strange Cargo                      | Фильм                  | Режиссёр, продюсер                           |
| 1936      | Двое на пороге                   | Two on a Doorstep                  | Фильм                  | Режиссёр                                     |
| 1936      | Кафе «Маскот»                    | Cafe Mascot                        | Фильм                  | Режиссёр                                     |
| 1936      | Полный вперёд                    | Full Speed Ahead                   | Фильм                  | Режиссёр, автор истории, продюсер            |
| 1936      | Тайна банковского курьера        | The Bank Messenger Mystery         | Фильм                  | Режиссёр, сценарист                          |
| 1937      | Лица-близнецы                    | Twin Faces                         | Фильм                  | Режиссёр                                     |
| 1937      | Поражённый экраном               | Screen Struck                      | Короткометражный фильм | Режиссёр                                     |
| 1937      | Пассажир до Лондона              | Passenger to London                | Фильм                  | Режиссёр, продюсер (в титрах не указан)      |
| 1938      | Плохой мальчик                   | Bad Boy                            | Фильм                  | Режиссёр, сценарист                          |
| 1938      | Звонить 999                      | Dial 999                           | Фильм                  | Режиссёр, сценарист                          |
| 1939      | Я убил графа                     | I Killed the Count                 | Фильм                  | Сценарист                                    |
| 1941      | Горная овчарка                   | Sheepdog of the Hills              | Фильм                  | Сценарист                                    |
| 1941      | Башня ужаса                      | Tower of Terror                    | Фильм                  | Режиссёр                                     |
| 1941      | Пациент исчезает                 | The Patient Vanishes               | Фильм                  | Режиссёр                                     |
| 1942      | Подозреваемый                    | Suspected Person                   | Фильм                  | Режиссёр, автор истории                      |
| 1943      | Предупреди этого человека        | Warn That Man                      | Фильм                  | Режиссёр, сценарист                          |
| 1943      | Женщины — не ангелы              | Women Aren’t Angels                | Фильм                  | Режиссёр, сценарист                          |
| 1946      | Разыскивается за убийство        | Wanted for Murder                  | Фильм                  | Режиссёр                                     |
| 1946      | Ночной паром в Дублин            | Night Boat to Dublin               | Фильм                  | Режиссёр, сценарист                          |
| 1947      | Когда ломается ветка             | When the Bough Breaks              | Фильм                  | Режиссёр                                     |
| 1947      | Опрокинутый сосуд                | The Upturned Glass                 | Фильм                  | Режиссёр                                     |
| 1948      | Мистер Перрин и мистер Трэйл     | Mr. Perrin and Mr. Traill          | Фильм                  | Режиссёр                                     |
| 1949      | В бегах                          | Man on the Run                     | Фильм                  | Режиссёр, сценарист, продюсер                |
| 1951      | Дело о похищении                 | The Franchise Affair               | Фильм                  | Режиссёр, сценарист                          |
| 1951      | Зёрнышко дикого овса             | One Wild Oat                       | Фильм                  | Сценарист                                    |
| 1953      | Обвинённый                       | The Accused                        | Фильм                  | Режиссёр                                     |
| 1953      | Жила-была молодая леди           | There Was a Young Lady             | Фильм                  | Режиссёр, сценарист                          |
| 1953      | Джинн                            | The Genie                          | Фильм                  | Режиссёр (сегмент «Зелёный как изумруд»)     |
| 1953      | Мысль об убийстве                | Thought to Kill                    | Фильм                  | Режиссёр (сегмент «Салонный фокус»)          |
| 1953      | Беладонна                        | Deadly Nightshade                  | Фильм                  | Сценарист                                    |
| 1953-1956 | Дуглас Фэрбенкс мл. представляет | Douglas Fairbanks, Jr., Presents   | Телесериал             | Режиссёр (18 эпизодов), сценарист (1 эпизод) |
| 1954      | Красное платье                   | The Red Dress                      | Фильм                  | Режиссёр                                     |
| 1954      | Цель: Милан                      | Destination Milan                  | Фильм                  | Режиссёр, сценарист (сегмент «Цель: Милан»)  |
| 1954      | Импульс                          | Impulse                            | Фильм                  | Сценарист                                    |
| 1954      | Восемь свидетелей                | Eight Witnesses                    | Телефильм              | Режиссёр                                     |
| 1955      | Испанская контрабанда            | Contraband Spain                   | Фильм                  | Режиссёр, сценарист                          |
| 1956-1957 | Театр Эррола Флинна              | The Errol Flynn Theatre            | Телесериал             | Режиссёр (13 эпизодов)                       |
| 1957      | Приключения сэра Ланселота       | The Adventures of Sir Lancelot     | Телесериал             | Режиссёр (6 эпизодов)                        |
| 1957-1958 | Управление стратегических служб  | O.S.S.                             | Телесериал             | Режиссёр (8 эпизодов)                        |
| 1957      | Театр BBC воскресным вечером     | BBC Sunday-Night Theatre           | Телесериал             | Сценарист (1 эпизод)                         |
| 1957-1958 | Новые приключения Чарли Чана     | The New Adventures of Charlie Chan | Телесериал             | Сценарист (2 эпизода)                        |
| 1959      | Смертельный результат            | Deadly Record                      | Фильм                  | Режиссёр, сценарист                          |
| 1961      | Вопрос саспенса                  | A Question of Suspense             | Фильм                  | Сценарист                                    |
| 1961      | Сундук                           | The Trunk                          | Фильм                  | Продюсер                                     |
| 1961      | Таинственный театр «Крафт»       | The Kraft Mystery Theatre          | Телесериал             | Режиссёр, сценарист (1 эпизод)               |
| 1962      | Меховой воротник                 | The Fur Collar                     | Фильм                  | Режиссёр, сценарист, продюсер                |
| 1963      | Мёртвая хватка                   | Stranglehold                       | Фильм                  | Режиссёр                                     |
| 1963      | Смертельные барабаны вдоль реки  | Death Drums Along the River        | Фильм                  | Режиссёр, сценарист (в титрах не указан)     |
| 1966      | Стервятник                       | The Vulture                        | Фильм                  | Режиссёр, автор истории, продюсер            |
| 1969      | Продолговатый ящик               | The Oblong Box                     | Фильм                  | Сценарист                                    |
| 1972      | Шесть с Риксом                   | Six with Rix                       | Телесериал             | Сценарист (1 эпизод)                         |
| 1973      | Злая мать                        | Mean Mother                        | Фильм                  | Автор истории                                |